# 徐福生
徐福生（1938年—），男，江苏江阴人，中华人民共和国政治人物，曾任上海市新闻出版局局长，上海市文史研究馆馆长，中国出版工作者协会副主席。